# Robert de Joinville
Robert de Joinville, probablement mort dans les Pouilles en mai 1205, est un chevalier champenois, des XIIe et XIIIe siècles, fils cadet de Geoffroy IV, sire de Joinville et d'Helvide de Dampierre.
En 1199, il assista au tournoi d'Écry, donné par Thibaud III comte de Champagne, au cours duquel le prédicateur Foulques de Neuilly prêcha la croisade demandée un an plus tôt par le pape Innocent III avec tellement de ferveur que la plupart des participants prirent la croix, dont Robert et son frère aîné Geoffroy V.
L'historien Geoffroi de Villehardouin, envoyé à Venise pour négocier le passage par bateaux des croisés en Terre Sainte, raconte qu'à son retour, il croisa au col du Mont-Cenis Gautier III de Brienne, Gautier de Montbéliard, Eustache de Conflans et Robert de Joinville qui se rendaient vers le sud de l'Italie.
Effectivement, Robert de Joinville accompagne son cousin Gautier III de Brienne, qui avait épousé la fille et héritière de Tancrède de Lecce, dernier roi normand de Sicile mort en 1200 et cherchait à conquérir le royaume de son beau-père contre les partisans de Frédéric II de Hohenstaufen.
Robert a combattu par la suite à Agnella (1201) et Terracina (1204) contre Diépold d'Acerra mais est probablement tué le 11 juin 1205 à Sarno, où Gautier de Brienne est mortellement blessé.